# Data path

Schema semplificato e generico sul ciclo del data path.

Il data path è un insieme di unità di calcolo, come ad esempio le unità di elaborazione (ALU), i registri e i moltiplicatori necessari per l'esecuzione delle istruzioni nella CPU.
Il passaggio di due operandi attraverso la ALU e la memorizzazione del risultato in un nuovo registro viene detto ciclo di data path. Tale ciclo definisce ciò che è in grado di fare una macchina: più veloce è il ciclo del data path, più veloce sarà la macchina. Ogni istruzione ISA (assembly) viene eseguita in uno o più cicli di data path; diversi cicli sono necessari per istruzioni complesse come, per esempio, la divisione.
In architetture non parallele il ciclo di data path corrisponde al ciclo di clock (misurato in nanosecondi), ossia l'intervallo di tempo utilizzato per sincronizzare le diverse operazioni del processore. La velocità con cui viene compiuto un ciclo di data path contribuisce significativamente a determinare la velocità della CPU.
Il data path, insieme all'unità di controllo, costituisce il nucleo stesso della CPU (core). Altri tre componenti che completano la CPU sono: la memoria, l'unità di ingresso (input) e l'unità di uscita (output).